# Bibliographie sur Charles de Gaulle
Pour un article plus général, voir Charles de Gaulle.
Cet article constitue une bibliographie sur Charles de Gaulle.

## Biographies et dictionnaire
- Claire Andrieu (dir.), Philippe Braud (dir.) et Guillaume Piketty (dir.) (coordination : Sophie Masse-Quief), Dictionnaire : de Gaulle, Paris, Robert Laffont, coll. « Bouquins », 2006, XI-1265 p. (ISBN 2-221-10280-0, présentation en ligne).
- Jean-Luc Barré, De Gaulle, une vie, vol. 1 : L'homme de personne, 1890-1944, Paris, Grasset, 2023, 992 p. (ISBN 978-2-246-83417-5).
- Jean-Luc Barré, De Gaulle, une vie, vol. 2 : Le premier des Français, 1944-1958, Paris, Grasset, 2025, 992 p. (ISBN 978-2-246-83419-9).
- Julian Jackson (trad. de l'anglais par Marie-Anne de Béru), De Gaulle : une certaine idée de la France [« A Certain Idea of France : The Life of Charles de Gaulle »], Paris, Seuil, 2019, 984 p. (ISBN 978-2-02-139631-7, présentation en ligne), [présentation en ligne].
- Jean Lacouture, De Gaulle, vol. 1 : Le Rebelle, 1890-1944, Paris, Éditions du Seuil, 1984, 869 p. (ISBN 2-02-006968-7, présentation en ligne).
- Jean Lacouture, De Gaulle, vol. 2 : Le Politique, 1944-1959, Paris, Éditions du Seuil, 1985 (ISBN 2-02-008994-7, présentation en ligne).
- Jean Lacouture, De Gaulle, vol. 3 : Le Souverain, 1959-1970, Paris, Éditions du Seuil, 1986, 865 p. (ISBN 2-02-009351-0, présentation en ligne).

- Éric Roussel, Charles de Gaulle, Paris, Éditions Gallimard, coll. « NRF biographies », 2002, IV-1032 p. (ISBN 2-07-075241-0). Réédition : Éric Roussel, Charles de Gaulle, vol. I et II : 1890-1945 ; 1946-1970, Paris, Perrin, coll. « Tempus » (no 164-165), 2007, 777 + 708, poche (ISBN 978-2-262-02621-9, 978-2-262-02611-0 et 978-2-262-02612-7).
- Arnaud Teyssier, Charles de Gaulle : L'angoisse et la grandeur, Paris, Perrin, 2024, 656 p. (ISBN 978-2-262-09899-5).

## Avant la Seconde Guerre mondiale
- Charles de Gaulle, la jeunesse et la guerre, 1890-1920 : colloque international, Lille, 5-6 novembre 1999, Paris, Plon, coll. « Espoir », 2001, 335 p. (ISBN 2-259-19456-7, présentation en ligne).
- Charles de Gaulle soldat, 1914-1918, Amiens, Martelle, 1999, 216 p. (ISBN 2-87890-073-1). Exposition, Paris, Institut Charles de Gaulle et Péronne, Historial de la Grande guerre, 1999.
- Charles de Gaulle : du militaire au politique, 1920-1940 : colloque international, École militaire, Paris, 28 et 29 novembre 2002, Paris, Plon / Fondation Charles de Gaulle, coll. « Espoir », 2004, 479 p. (ISBN 2-259-20042-7, présentation en ligne).
- François Cochet (dir.), De Gaulle et les « Jeunes Turcs » dans les armées occidentales, 1930-1945 : une génération de la réflexion à l'action, Paris, Riveneuve éditions, coll. « Actes académiques », 2008, 290 p. (ISBN 978-2-914214-50-6, présentation en ligne), [présentation en ligne]. Actes du colloque organisé par le Centre de recherche universitaire lorrain d'histoire, Université Paul Verlaine et État-major de la région Terre-Nord-Est, Metz, 20-21 septembre 2007.
- Thomas Deschamps (dir.), Jean-Marie Duhamel (dir.) et Marie Lefebvre (dir.), Maison natale Charles de Gaulle : héritages et destins, Lille, Maison natale Charles de Gaulle / Éditions Invenit, 2022, 301 p. (ISBN 978-2-37680-084-2, présentation en ligne).
- Gilles Le Béguec, Jean-Paul Thomas et Jean Vavasseur-Desperriers, Charles de Gaulle et l'irruption hitlérienne : le gaullisme précurseur, 1932-1940, Rennes, Presses universitaires de Rennes, coll. « Histoire », 2020, 316 p. (ISBN 978-2-7535-8143-2, présentation en ligne).
- Frédérique Neau-Dufour, La Première Guerre de Charles de Gaulle, 1914-1918, Paris, Tallandier, 2013, 384 p. (ISBN 979-10-210-0373-6, présentation en ligne), [présentation en ligne]. Réédition : Frédérique Neau-Dufour, La Première Guerre de Charles de Gaulle, 1914-1918, Paris, Tallandier, coll. « Texto : le goût de l'histoire », 2015, 376 p., poche (ISBN 979-10-210-1036-9).
- Michel Tauriac, De Gaulle avant de Gaulle : la construction d'un homme, Paris, Plon, 2012, 505 p. (ISBN 978-2-259-21657-9).

## France libre
- Fondation et Institut Charles de Gaulle, Avec de Gaulle : témoignages, t. 1 : La Guerre et la Reconstruction, Paris, Nouveau Monde éditions, 2003, 251 p. (ISBN 2-84736-026-3).
- Robert Belot, La Résistance sans de Gaulle : politique et gaullisme de guerre, Paris, Fayard, 2006, 668 p. (ISBN 2-213-62954-4, OCLC 68706571, présentation en ligne).
- François Broche (dir.), Georges Caïtucoli (dir.) et Jean-François Muracciole (dir.) (postface Jean-François Sirinelli), Dictionnaire de la France libre, Paris, Robert Laffont, coll. « Bouquins », 2010, XXV-1602 p. (ISBN 978-2-221-11202-1, présentation en ligne).
- Michèle Cointet, De Gaulle et Giraud : l'affrontement (1942-1944), Paris, Perrin, 2005, 549 p. (ISBN 2-262-02023-X).
- Jean-Louis Crémieux-Brilhac, La France libre : de l'appel du 18 juin à la Libération, Paris, Gallimard, coll. « La suite des temps », 1996, 969 p. (ISBN 2-07-073032-8, OCLC 36062471, présentation en ligne). Nouvelle édition revue et augmentée : Jean-Louis Crémieux-Brilhac, La France libre : de l'appel du 18 juin à la Libération, vol. 1 et 2, Paris, Gallimard, coll. « Folio. Histoire » (no 226-227), 2014, 1476 p., poche (ISBN 978-2-07-045469-3 et 978-2-07-045470-9).
- Yves Maxime Danan (préf. C.-A. Colliard), La Vie politique à Alger de 1940 à 1944, Paris, Librairie générale de droit et de jurisprudence, coll. « Bibliothèque de droit public » (no LIII), 1963, VI-348 p. (présentation en ligne), [présentation en ligne].
- François Kersaudy, De Gaulle et Churchill, Paris, Plon, coll. « Espoir », 1982, 411 p. (présentation en ligne).
- François Kersaudy, De Gaulle et Churchill : la mésentente cordiale, Paris, Perrin, 2001, 496 p. (ISBN 978-2-262-01838-2 et 978-2-262-02019-4, OCLC 49210021).
- François Kersaudy, De Gaulle et Roosevelt : le duel au sommet, Paris, Perrin, 2004, 522 p. (ISBN 978-2-262-02028-6, OCLC 57232012).

## Sous la IVe République
- François Audigier (dir.) et Frédéric Schwindt (dir.) (préf. Alain Larcan), Gaullisme et gaullistes dans la France de l'Est sous la IVe République, Rennes, Presses universitaires de Rennes, coll. « Histoire », 2009, 421 p. (ISBN 978-2-7535-0847-7, présentation en ligne), [présentation en ligne].
- François Audigier, Les Prétoriens du Général : gaullisme et violence politique de 1947 à 1959, Rennes, Presses universitaires de Rennes, coll. « Histoire. Histoire politique de la France au XXe siècle », 2018, 387 p. (ISBN 978-2-7535-7543-1, lire en ligne).
- Fondation Charles de Gaulle et Centre aquitain de recherches en histoire contemporaine, De Gaulle et le Rassemblement du peuple français, 1947-1955 : actes du colloque, Bordeaux, 12-14 novembre 1997, Paris, Armand Colin, 1998, 864 p. (ISBN 978-2-200-21799-0, OCLC 406280137, présentation en ligne).
- Jean Charlot (préf. Georgette Elgey), Le Gaullisme d'opposition (1946-1958) : histoire politique du gaullisme, Paris, Fayard, 1983, 436 p. (ISBN 978-2-213-01246-9, OCLC 9513250, présentation en ligne).
- Françoise Decaumont (dir.), Le Discours de Bayeux : hier et aujourd'hui : colloque de Bayeux, 15 juin 1990, Aix-en-Provence / Paris, Presses universitaires d'Aix-Marseille / Economica, coll. « Droit public positif », 1991, 248 p. (ISBN 2-7178-2099-X).
- Frédéric Turpin, De Gaulle, les gaullistes et l'Indochine : 1940-1956, Paris, Les Indes savantes, 2005, 666 p. (ISBN 978-2-84654-099-5, OCLC 61665914, présentation en ligne), [présentation en ligne].

## Retour au pouvoir en 1958
- Collectif, « 1958-1962 : l'avènement d'un "pouvoir gaulliste" ? », Histoire@Politique 2010/3 (no 12), Centre d'histoire de Sciences Po, lire en ligne.
- Georgette Elgey, De Gaulle à Matignon, Paris, Fayard, 2012, 594 p. (ISBN 978-2-213-64305-2, OCLC ?).
- Dimitri Kitsikis, « L'attitude des États-Unis à l'égard de la France, de 1958 à 1960 », Revue française de science politique, Paris, Presses universitaires de France, vol. XVI, no 4,‎ août 1966, p. 685-716 (lire en ligne).
- Christophe Nick, Résurrection : naissance de la Ve République : un coup d'État démocratique, Paris, Fayard, 1998, 835 p. (ISBN 978-2-213-60125-0, OCLC 40566941).
- René Rémond, Le Retour de De Gaulle, Bruxelles, Complexe, coll. « La Mémoire du siècle » (no 28), 1983, 213 p. (ISBN 2-87027-107-7, présentation en ligne). Réédition : René Rémond, 1958, le retour de De Gaulle, Bruxelles, Complexe, coll. « Questions au XXe siècle », 1998, 190 p. (ISBN 2-87027-723-7).
- Jean-Paul Thomas (dir.), Gilles Le Béguec (dir.) et Bernard Lachaise (dir.), Mai 1958, le retour du général de Gaulle : actes du colloque tenu au Centre d'histoire de Sciences po, mardi 13 mai 2008, Rennes, Presses universitaires de Rennes, coll. « Histoire », 2010, 223 p. (ISBN 978-2-7535-1010-4, présentation en ligne), [présentation en ligne].
- Michel Winock, L'Agonie de la IVe République : 13 mai 1958, Paris, Gallimard, coll. « Les journées qui ont fait la France », 2006, 381 p. (ISBN 2-07-077597-6, présentation en ligne), [présentation en ligne]. Réédition : Michel Winock, L'Agonie de la IVe République : 13 mai 1958, Paris, Gallimard, coll. « Folio. Histoire » (no 206), 2013, 495 p. (ISBN 978-2-07-045083-1, présentation en ligne).

## Guerre d'Algérie
- Michèle Cointet, De Gaulle et l'Algérie française, 1958-1962, Paris, Perrin, 1995, 315 p. (ISBN 2-262-00077-8). Nouvelle édition revue : Michèle Cointet, De Gaulle et l'Algérie française, 1958-1962, Paris, Perrin, coll. « Tempus » (no 448), 2012, 425 p. (ISBN 978-2-262-03916-5).
- Benjamin Stora, Le Mystère de Gaulle : son choix pour l'Algérie, Paris, Robert Laffont, 2009, 267 p. (ISBN 978-2-221-11076-8, présentation en ligne). Réédition : Benjamin Stora, De Gaulle et la guerre d'Algérie, Paris, Pluriel, coll. « Pluriel », 2012, 263 p., poche (ISBN 978-2-8185-0068-2).
- Maurice Vaïsse (dir.), De Gaulle et l'Algérie, 1943-1969 : actes du colloque tenu à l'amphithéâtre Austerlitz, aux Invalides, les vendredi 9 et samedi 10 mars 2012, Paris, Armand Colin, coll. « Recherches », 2012, 352 p. (ISBN 978-2-200-28039-0).

## Présidence de la République
- François Audigier, Histoire du SAC : Les gaullistes de choc, 1958-1969, Paris, Éditions Perrin, 2021, 384 p. (ISBN 978-2-262-07574-3)
- Élie Barnavi (dir.) et Saul Friedländer (dir.), La Politique étrangère du général de Gaulle, Paris, Presses universitaires de France, coll. « Publications de l'Institut universitaire de hautes études internationales, Genève », 1985, 207 p. (ISBN 2-13-038920-1, lire en ligne).
- Serge Berstein, Nouvelle histoire de la France contemporaine, t. 17 : La France de l'expansion : 1, La République gaullienne, 1958-1969, Paris, Éditions du Seuil, coll. « Points. Histoire » (no 117), 1989, 375 p. (ISBN 2-02-010408-3, présentation en ligne).
- Jean-Paul Bled (dir.), Le Général de Gaulle et le monde arabe, Beyrouth, Dar an Nahar, 2009, 440 p. (présentation en ligne).
- Jean Charlot, Le Phénomène gaulliste, Paris, Fayard, coll. « Le Monde sans frontières », 1970, 208 p. (présentation en ligne).
- Bernard Krouck, De Gaulle et la Chine : la politique française à l'égard de la République populaire de Chine, 1958-1969, Paris, Les Indes savantes, 2012, 637 p. (ISBN 978-2-84654-240-1).
- François Mitterrand, Le Coup d'État permanent, Plon, 1964, rééd. Julliard, 1984, et 10/18, 1993.
- Arnaud Teyssier, L'énigme Pompidou- de Gaulle, Paris, Éditions Perrin, 2021, 368 p. (ISBN 978-2-262-08011-2)
- Frédéric Turpin, De Gaulle, Pompidou et l'Afrique, 1958-1974 : décoloniser et coopérer, Paris, Les Indes savantes, 2010, 333 p. (ISBN 978-2-84654-214-2, présentation en ligne).
- Maurice Vaïsse, La Grandeur : politique étrangère du général de Gaulle, Paris, Fayard, coll. « Pour une histoire du XXe siècle », 1998, 726 p. (ISBN 2-213-60050-3, présentation en ligne). Réédition : Maurice Vaïsse, La Grandeur : politique étrangère du général de Gaulle, Paris, CNRS Éditions, coll. « Biblis : histoire » (no 61), 2013, X-710 p. (ISBN 978-2-271-07875-9).
- Pierre Viansson-Ponté, Histoire de la République gaullienne, vol. 1 : La Fin d'une époque, mai 1958-juillet 1962, Paris, Fayard, coll. « Les grandes études contemporaines », 1970, 579 p.
- Pierre Viansson-Ponté, Histoire de la République gaullienne, vol. 2 : Le temps des orphelins, août 1962-avril 1969, Paris, Fayard, coll. « Les grandes études contemporaines », 1971, 766 p. Réédition : Pierre Viansson-Ponté, Histoire de la République gaullienne : mai 1958-avril 1969, Paris, Robert Laffont, coll. « Bouquins », 1984, 839 p. (ISBN 2-221-04544-0, présentation en ligne).
- Étienne Le Brun, Les dernières réformes du général de Gaulle (1968-1969), Huningue, Presses universitaires Rhin & Danube, coll. « Histoire », 2022, 301 p. (ISBN 978-2-493323-30-9).
- Arnaud Teyssier, De Gaulle, 1969 : l'autre révolution, Paris, Perrin, 2019, 300 p. (ISBN 978-2-262-07569-9).
- Pierre Joannon, L'Hiver du connétable : Charles de Gaulle et l'Irlande, Regain de lecture, 2023.

## Culture politique, idéologie, représentations
- Maurice Agulhon, De Gaulle : histoire, symbole, mythe, Paris, Plon, 2000, 163 p. (ISBN 978-2-259-02628-4, OCLC 47895181, présentation en ligne).
- Philippe Bedouret, L'Influence du monde germanique sur Charles de Gaulle : Une clé décisive pour comprendre la pensée, l'action et la production littéraire de Charles de Gaulle, Sarrebruck, Éditions universitaires européennes, 25 octobre 2011, 688 p. (ISBN 978-613-1-59983-5).
- Serge Berstein, Histoire du gaullisme, Paris, Perrin, 2001, 568 p. (ISBN 2-262-01155-9, OCLC 407137019, présentation en ligne). Réédition : Serge Berstein, Histoire du gaullisme, Paris, Perrin, coll. « Tempus » (no 22), 2002, 574 p., poche (ISBN 2-262-01965-7).
- Francis Choisel, Comprendre le gaullisme, L'Harmattan, 2016,182 p.   (ISBN 978-2-343-10280-1).
- Brigitte Gaïti, De Gaulle prophète de la Cinquième République (1946-1962), Paris, Presses de Sciences Po, 1998, 372 p. (ISBN 2-7246-0750-3, présentation en ligne), [présentation en ligne], [présentation en ligne].
- Sudhir Hazareesingh, Le mythe gaullien, Paris, Gallimard, coll. « La Suite des temps », 2010, 280 p. (ISBN 978-2-07-012851-8, présentation en ligne), [présentation en ligne].
- Julian Jackson (trad. de l'anglais par Daniel B. Roche), De Gaulle : au-delà de la légende, Paris, Alvik, 2004, 223 p. (ISBN 2-914833-18-0).
- Jean Touchard, Le Gaullisme, 1940-1969, Paris, Éditions du Seuil, coll. « Points. Histoire » (no 32), 1978, 379 p. (ISBN 2-02-004797-7, présentation en ligne).

## Études thématiques
- François Audigier, Histoire du S.A.C. : la part d'ombre du gaullisme, Paris, Stock, 2003, 521 p. (ISBN 978-2-234-05629-9, OCLC 417344444).
- Serge Berstein (dir.), Pierre Birnbaum (dir.) et Jean-Pierre Rioux (dir.), De Gaulle et les élites, Paris, La Découverte, 2008, 345 p. (ISBN 978-2-7071-5684-6, présentation en ligne).
- François Boulet, You are a man! : l'étonnante amitié entre de Gaulle et Eisenhower, Éditions Ampelos, 2018.
- François Boulet, De Gaulle et Eisenhower. Anthologie, Rambouillet, SHARY, 2022, 258 p. [Société Historique et Archéologique de Rambouillet et de l'Yvelines, Mémoires et Documents, Hors Série]
- François Broche, Une histoire des antigaullismes : des origines à nos jours, Paris, Bartillat, 2007, 627 p. (ISBN 978-2-84100-395-2, OCLC 170907228).
- Alexandre Duval-Stalla (préf. Daniel Rondeau), André Malraux-Charles de Gaulle : une histoire, deux légendes, Paris, Gallimard, coll. « L'infini », 13 mars 2008, 448 p. (ISBN 978-2-07-268472-2 et 978-2070119233, lire en ligne).
- Henri-Christian Giraud, De Gaulle et les communistes, Paris, Éditions Perrin, 2020, 1040 p. (ISBN 978-2-262-08620-6).
- Vincent Jauvert, L’Amérique contre de Gaulle, Paris, Éditions du Seuil, 2000.
- Guy Penaud, De Gaulle-Pétain : l'affrontement du printemps 1940, Paris, L'Harmattan, coll. « Historiques », 2012, 338 p. (ISBN 978-2-296-56829-7, OCLC 785087804).
- Hélène Carrère d'Encausse, Le Général de Gaulle et la Russie, Fayard, 2017, 288 p. (ISBN 978-2-213-70555-2).
- Musée de la Légion d'honneur et Musée de la Légion d'honneur (préf. Emmanuel Macron), Une certaine idée de la France... et du monde : Charles de Gaulle à travers ses décorations, Bruxelles, Peter Lang, 2019, 352 p. (ISBN 978-2-8076-0968-6, DOI 10.3726/b15281).
- Marc Sadoun (dir.), Jean-François Sirinelli (dir.) et Robert Vandenbussche (dir.) (préf. René Rémond), La politique sociale du général de Gaulle : actes du colloque de Lille, 8-9 décembre 1989, Centre d'histoire de la région du Nord et de l'Europe du nord-ouest, Université Charles de Gaulle, Lille III, Villeneuve-d'Ascq, Centre d'histoire de la région du Nord et de l'Europe du nord-ouest, coll. « Histoire et littérature régionales » (no 7), 1990, 344 p. (ISBN 2-905637-10-2, lire en ligne).

## Témoignages et souvenirs
- Philippe de Gaulle et Michel Tauriac, De Gaulle, mon père, éditions Plon, 2003-2004, 2 vol. :
  - Tome 1, 2003 (ISBN 2-266-14330-1) ;
  - Tome 2, Paris, Pocket, 2004, 827 p. (ISBN 2-266-14331-X).
- Philippe de Gaulle et Michel Tauriac, Mon père en images, Michel Lafon, 2006 (ouvrage de photos inédites).
- André Malraux, Les Chênes qu'on abat..., Gallimard, 1971  (ISBN 978-2-0702-7811-4).
- Alain Peyrefitte, C’était de Gaulle, 3 tomes, Fayard, 1994-2000.
- Fondation Charles de Gaulle, Avec de Gaulle : témoignages. Tome 2, Le temps du rassemblement, 1946-1958, Paris, Nouveau Monde, 2005, 502 p., 23 cm  (ISBN 2-8473-6053-0).
- Lucien Bitterlin, Nous étions tous des terroristes, Paris, éd. Témoignage chrétien, 1983.
- François Flohic, De Gaulle intime : un aide de camp raconte, Archipel, 2010.
- Jacques Foccart, Journal de l’Élysée, Paris, éd. Fayard/Jeune Afrique, tomes 1 (Tous les soirs avec de Gaulle. 1965-1967, 1997) et 2 (Le Général en mai. 1967-1968, 1998).
- Yves Guéna, De Gaulle, Gründ, collection Histoire sur le vif, 2007, 64 pages (illustrations couleurs, plus de 60 fac-similés)  (ISBN 2-7000-1696-3).
- Claude Guy, En écoutant de Gaulle. Journal. 1946-1949, Paris, Grasset, 1996.
- Constantin Melnik, Mille jours à Matignon. Raisons d’État sous de Gaulle. Guerre d’Algérie, 1959-1962, Grasset, 1988 ; La mort était leur mission Paris, Plon, 1996 ; Politiquement incorrect, Plon, 1999.
- Élisabeth de Miribel (préf. Pierre Emmanuel), La Liberté souffre violence, Paris, Plon, 1981, 259 p. (ISBN 978-2-259-00831-0, OCLC 9094289).
- Jules Moch, Rencontres avec Charles de Gaulle, Plon, 1971.
- Jean Pierre-Bloch, De Gaulle ou le temps des méprises, Paris, La Table Ronde, 1969.
- Michel Tauriac, Vivre avec de Gaulle, Plon, 2008.
- Alain de Boissieu : Pour combattre avec de Gaulle : souvenirs (1940-1946), Omnibus, 1999  (ISBN 2-2591-9014-6) et Pour servir le Général ; 1946-1970, Plon, 1990  (ISBN 2-2590-2366-5).
- Christian Fouchet, Au service du général de Gaulle Plon, 1971 et Les Lauriers sont coupés Plon, 1973.
- Pierre Louis Blanc, Charles de Gaulle au soir de sa vie, Fayard, 1990 (prix Pierre Lafue).
- Pierre Louis Blanc, Valise diplomatique, Éditions du Rocher, 2004 (grand prix de l'Académie française).
- Pierre Louis Blanc, Retour à Colombey, Éditions Pierre Guillaume de Roux, 2011.
- Jacques Boissay, De Gaulle en campagne, textes de Jean-Louis Lemarchand, préface de Jean Mauriac, Le Cherche Midi éditeur, 192 p., 2011, présentation en ligne.
- Jean Marin, Petit bois pour un grand feu, Fayard, 1994, 572 p[1].

## Essais, beaux-livres, ouvrages de vulgarisation
- Paul-Marie Coûteaux, Le Génie de la France. Tome I : De Gaulle philosophe, Paris, Jean-Claude Lattès, 323 p., 2002.
- Gérard Dalmaz, De Gaulle à la une, Paris, Hoëbeke, 2000, 124 p. (ISBN 978-2-84230-100-2, OCLC 411954978).
- Alexandre Duval-Stalla, André Malraux - Charles de Gaulle : une histoire, deux légendes, Gallimard, 2008.
- Charles-Louis Foulon, De Gaulle : la passion de la France, 2013, Ouest France, 143 p.  (ISBN 9782737360343).
- Max Gallo (avec la participation d’Yves Guéna), De Gaulle, les images d’un Destin, Éditions du Soleil, Fondation Charles de Gaulle.
- Henri-Christian Giraud (dir.), Réplique à l’amiral de Gaulle, Monaco, éd. du Rocher, col. Documents, 2004.
- Henri Guillemin, Le Général clair obscur, Paris, Le Seuil.
- Riccardo Brizzi et Michele Marchi, Charles de Gaulle, Bologna, Il Mulino, 2008.
- Alain Larcan, De Gaulle : le soldat écrivain, Paris, Textuel, coll. « Passion », 2005, 191 p.,  (ISBN 2-8459-7115-X).
- Adrien Le Bihan, Le Général et son double : De Gaulle écrivain, Paris, Flammarion/Pluriel, 10 novembre 2010 (1re éd. 1996), 280 p. (ISBN 978-2-8185-0069-9).
- Adrien Le Bihan, De Gaulle et la Pologne, 296 pages, Cherche-bruit, 2015  (ISBN 978-2-9537571-2-5).
- François Malye, De Gaulle vu par les Anglais, Calmann-Lévy, 2015, 220 pages.
- Corinne Maier, Le Général de Gaulle à la lumière de Jacques Lacan, L’Harmattan, 2001  (ISBN 2-7475-0297-X).
- Charles Morazé, Le Général de Gaulle et la République, Flammarion, 1993, col. Vieux Fonds Fic  (ISBN 2-0806-0559-3).
- Chantal Morelle, De Gaulle : La Passion de la France, Armand Colin, coll. « Nouvelles biographies historiques », 2015, 288 p. (ISBN 978-2-200-60369-4).
- Abdallah Naaman, La Statue ébréchée de Charles de Gaulle, Orizons, 2022, 362 pages.
- Jean-François Revel, Le Style du Général, éd. Complexe, 1988.
- Anne et Pierre Rouanet, Les Trois Derniers Chagrins du général de Gaulle, Paris, Grasset, 1980.
- Odile Rudelle, De Gaulle pour mémoire, Éditions Gallimard, 1991.
- Henri De Wailly, De Gaulle sous le casque, Abbeville 1940, Librairie académique Perrin.
- Bertrand Le Gendre, De Gaulle et Mauriac : le dialogue oublié, Éditions Fayard, 2015  (ISBN 978-2-213-67215-1).
- Gérard Bardy, Charles le catholique : de Gaulle et l'Église, Plon, 2011, 389 p. (ISBN 978-2-259-21257-1 et 2-259-21257-3).

## Littérature
- En 1997 : Pierre Desproges dans son Dictionnaire superflu à l'usage de l'élite et des bien nantis[2] consacre la lettre G de la partie "Noms propres" à Charles de Gaulle. Il indique : « Né dans une famille pauvre mais digne, Charles de Gaulle fut élevé dans l'amour de la patrie, le respect du drapeau, la dévotion à Jeanne d'Arc et la foi en Dieu sans qui l'oiseau qui trille, le ruisseau qui chante et le cancer qui ronge n'existeraient pas ».